# Southampton (wyspa)
Southampton (ang. Southampton Island, fr. Île Southampton, inuktitut: Shugliaq) – kanadyjska wyspa położona na północnym skraju Zatoki Hudsona. Na północ od niej znajduje się Basen Foxe’a. Jej powierzchnia wynosi 41 214 km² – jest to 9. pod względem powierzchni wyspa Kanady oraz jedna z większych wysp świata. Wchodzi w skład terytorium Nunavut. Najwyższe wzniesienie: 625 m n.p.m. Na wyspie gnieździ się wiele gatunków ptaków, m.in. śnieżyca duża.
Jedyną miejscowością na wyspie jest Coral Harbour (880 mieszk.). Na wyspie znaleźć można pozostałości osady Sadlermiut, osady przedinuickiej kultury Dorset.